# PGC 2167160
LEDA/PGC 2167160 ist eine Radiogalaxie im Sternbild Perseus am Nordsternhimmel. Sie ist schätzungsweise 443 Millionen Lichtjahre von der Milchstraße entfernt und hat einen Durchmesser von etwa 170.000 Lichtjahren. Vom Sonnensystem aus entfernt sich das Objekt mit einer errechneten Radialgeschwindigkeit von näherungsweise 9.800 Kilometern pro Sekunde.

## Galaktisches Umfeld
| Nr. | Galaxie          | Alternativname            | Rek           | Dek           | Distanz/asec |
| --- | ---------------- | ------------------------- | ------------- | ------------- | ------------ |
| →   | LEDA/PGC 2167160 | 2MASX J02393747+4031474   | 02h39m37.468s | +40d31m47.86s | 0            |
| 1   | LEDA/PGC 2167752 | 2MASX J02392281+4034032   | 02h39m22.799s | +40d34m03.65s | 215.77       |
| 2   | LEDA/PGC 2166237 | 2MASX J02384108+4028112   | 02h38m41.07s  | +40d28m11.0s  | 678.51       |
| 3   | LEDA/PGC 10025   | UGC 2126                  | 02h38m47.07s  | +40d41m55.1s  | 835.63       |
| 4   | LEDA/PGC 90627   | WISEA J023836.02+403943.0 | 02h38m35.80s  | +40d39m43.0s  | 851.91       |
| 5   | LEDA/PGC 2170635 | 2MASX J02393232+4046033   | 02h39m32.34s  | +40d46m03.1s  | 856.53       |
| 6   | LEDA/PGC 10077   | CGCG 539-072              | 02h39m34.969s | +40d46m37.34s | 890.21       |
| 7   | LEDA/PGC 2166259 | 2MASX J02381758+4028161   | 02h38m17.58s  | +40d28m16.0s  | 935.62       |
| 8   | LEDA/PGC 2167876 | 2MASX J02405864+4034353   | 02h40m58.62s  | +40d34m35.6s  | 939.78       |
| 9   | LEDA/PGC 2167597 | 2MASX J02410066+4033263   | 02h41m00.64s  | +40d33m26.4s  | 952.58       |
| 10  | LEDA/PGC 2167000 | WISEA J024104.61+403120.3 | 02h41m04.60s  | +40d31m20.4s  | 980.46       |
| 11  | LEDA/PGC 2169797 | 2MASX J02404244+4042349   | 02h40m42.45s  | +40d42m34.8s  | 982.92       |